# Illicini Péter
Illicini Péter (olaszul: Pietro Illicino, latinul: Pertus Illicinus; 1504 körül – 1582. március 29.) teológiai és jogi doktor, kanonok, író.

## Életpályája
Az itáliai Sienából származott; 1547–49 között Krakkóban a görög nyelv tanára volt; később Pécsett tanított. Amikor ott a főiskola megszűnt, Bécsben alkalmazták, ahol Oláh Miklós prímással megismerkedett. Az esztergomi érsekség üresedésben lévén, a káptalan egy kanonoki, s egy oltárjavadalmat adományozott neki, olyan kötelezettséggel, hogy (1552 húsvétjáig) lakását Nagyszombatba teszi át, itt az iskola igazgatását elvállalja, naponként a kanonokok részére a kanoni és polgári jogból előadásokat tart, melyeket mások is, bizonyos díj befizetése mellett, látogathatnak. Bornemisza Pál erdélyi püspök 1553. június 4-én szatmári főesperessé s gyulafehérvári kanonokká nevezte ki. E főesperességet mint esztergomi kanonok is viselte; Nagyszombatban a főiskola kormányzója maradt a Jézus-társaságnak 1561-ben történt odatelepítéséig. 1556-tól Szent Tamásról nevezett prépost volt. 1561-ben kivált ügyvédkedéssel foglalkozott részint mint egyes magánfelek megbízottja. Ügyvédként rendkívüli eszes és ügyes embernek bizonyult, akire bátran rábízhatta bárki legbonyolultabb ügyeit. Igaz, hogy nem is válogatott az eszközökben, ha arról volt szó, hogy valamely pert megnyerjen. Leginkább abban, amely a Thurzó család viszálykodásából keletkezett. Oly kíméletlen, vakmerő, sőt mondhatni lelketlen módon védelmezte ebben megbízóinak érdekeit, hogy még legjobb hívei is megbotránkozva fordultak el tőle. Sőt a maga ellen ingerelt befolyásosok keresztülvitték, hogy Oláh Miklós prímás megfosztotta összes javadalmaitól, az országgyűlés pedig kiűzte az országból. Ekkor ismét Bécsbe került, ahol idejét irodalommal töltötte, végül 1571 táján sikerült az olmützi káptalanba bejutnia. A 16. század első jogászának ismerték.

## Munkái
- Idyllium in laudem Samuelis Cracoviensis Antistitis. Cracoviae, 1547
- Ad Samuelem Cracoviensis Ecclesiae episcopum ... Uo. év n. (Satira)
- Epitaphium Bionis, Idyllum Elegantissimum e Graeco Moschi translatum ... Uo. 1548
- Oratio De Homine et disciplinis, Inqua & Juvenes ad literarium studia excitantur. Cracoviae, 1549
- Carmen in reditum Viennam Inuictissimi Romanorum, Hungariae, Bohemiaeque; &c. Regis Archiducis Austriae, etc. Ferdunandi Principis optimi. Viennae, 1551
- Praefatio de lege ac iure civili. Uo. 1551
- Ad Transilvanos, qui a catholica fide alienati... degenerarunt Paraenaticon, 1581
- Praefatio de optima Reipubl. statu in Isocratis orationem de Regno Cracoviae facta. hely és év n.
- Praefatio... in laudem reg. Poloniae et Samuelis Episcopi Cracoviensis. Cracoviae, év n.
- Ad inclyri Hungariae Regni Proceres et nobiles ac Cives de antiqua fide servanda divinisque flagellis paraenesis. Hely és év n.
- De Recta fidei dinoscendae regula Sermones in Metrop. Ecclesia Strigon...facti. hely és év n. (Knauz nándor a két mű helyét Olmüczre, az időt 1573-ra teszi.)
- De unitate fidei cum Episcopis tenenda, deque obedientia illis praestanda. Hely és év n.
- Parenaeticon ad Transylvanos, qui a Catholica fide alienati ad Sabellum, seu Praxeum, seu Paulum Samosatenum et ad Arium vel Nestorium, vel Photium degenerarunt. Hely n. 1581
- De antiqua fide servanda. Hely és év n.
- Sermones X. in Metrop. Eccles. Strigon. facti. hely és év n.

Geszner (Biblioth. scriptorum omn. generis) után a M. Könyv-Szemle (1895. 288.) még több munkáját is fölsorolja, de ezek könyvészeti leírását nem adja.
Kéziratban a bécsi udvari könyvtárban: Ad Maximilianum flebilis Hungaria hexametrice descripta carmine, Paranaesis ad Maximilianum II. de Romani imperii assequendi retinendique rationibus, Oratio ad Ungaros de armis contra Turcas sumendis. In laudem Hungariae hendecasyllabi; a budapesti egyetemi könyvtárban: Examen ordinandorum juxta ecclesiam Olomucensem, in quo etiam nostri temporis haereses deteguntur et refutantur. 4rét 268 levél és egy költeménye Uo. az Oláh Miklós-féle gyűjteményben. Lehotzky még említi: Rubricas Corporis Juris Mossoczio et Ilosvaio addidit 14 Quaest.